# Ringel
Pour les articles homonymes, voir Ringel (homonymie).
Ringel (luxembourgeois : Réngel) est une section de la commune luxembourgeoise d’Esch-sur-Sûre située dans le canton de Wiltz.

## Histoire
Ringel était une section de la commune de Heiderscheid jusqu’à la fusion officielle de cette dernière avec Esch-sur-Sûre le 1er janvier 2012.